# Майра Мухамедкизи
Ма́йра Мухаммедкизи́ (каз. Майра Мұхамедқызы, арт. псевдонім Maira Kerey — Майра Керей, нар. 5 вересня 1969, Кульджа, Сіньцзян-Уйгурський автономний район, Китайська Народна Республіка) — казахська оперна співачка (трагічне сопрано, італійське бельканто). Перша і єдина солістка паризької «Гранд-Опера» з Казахстану. Заслужена артистка Республіки Казахстан, лауреат багатьох міжнародних конкурсів.

## Біографія
Майра Мухаммедкизи народилася і виросла у Китаї. Її предки емігрували в КНР з Казахстану в голодні 1930-ті роки, рятуючись від свавілля радянської влади. Батьки-музиканти — тато відомий в Китаї композитор і збирач казахських народних пісень, мама — відома співачка, Народна артистка КНР, — навчили її грати на фортепіано і співати, записали в місцеву музичну школу. Батько мріяв, щоб дочка стала оперною співачкою і повернулася на історичну батьківщину.
У 1987 році Майра закінчила музичний факультет Центрального університету народів Китаю, а потім і Пекінську консерваторію, клас професора Джоу Бен Чин. З 1987 року Майра Мухаммедкизи активно концертувала країною, брала участь у всекитайських конкурсах вокалістів «Золотий дракон» — чотири рази ставала переможницею, кілька разів — лауреатом конкурсу. Шість років викладала в університеті.
Китаїзована Пекінська опера на той час ставила всього дві європейських оперних вистави на рік, тож там не було жодних перспектив. І У 1991 році Майра з чоловіком Аксаном відвідала Москву, де пройшла прослуховування в Московській консерваторії — їй відразу дали рекомендацію до аспірантури. Але з Китаю оперну співачку, що вже відбулася, не випустили. У 1994 році Майра знову опинилася в Москві в складі групи солістів з КНР на конкурсі імені П. І. Чайковського, звідки буквально втекла в Казахстан, на історичну батьківщину. Казахстаньке громадянство вона змогла отримати тільки через два роки, завдяки зустрічі з президентом Казахстану Назарбаєвим і головою КНР Цзян Цземінем. Пізніше Майра зуміла перевезти на батьківщину і всю свою родину.
Майра досконало володіє рідною казахською і китайською мовами, але не знала ні слова російською, а також італійською, французькою, при тому, що основні опери зі світової класики виконуються саме цими мовами. Але у неї була мрія стати знаменитою оперною співачкою і виступити на московському Міжнародному конкурсі імені Чайковського. В Алмати у 1994—1996 роках вона стажуватлася в Казахської національної консерваторії імені Курмангази у професора Надії Шаріпової, яка зіграла велику роль у формуванні професіоналізму своєї учениці.
У 1995 році Майрі Мухамедкизи присудили спеціальний диплом за артистизм у Санкт-Петербурзі на I Міжнародному конкурсі молодих оперних співаків імені Римського-Корсакова.
У 1996 вона пройшла прослуховування і стала однією з солісток Казахського державного академічного театру опери та балету імені Абая в Алмати.
У 1997 році Майра Мухамедкизи отримала запрошення на міжнародний конкурс оперних співаків у Португалії. У конкурсі брали участь шістдесят шість виконавців із сімнадцяти країн, але Майра завоювала Гран-прі та премію 10 000 доларів США. Після такої перемоги міський акімат (мерія) виділив їй двокімнатну квартиру в Алмати .
У 1998 році на Міжнародному конкурсі імені Чайковського Майра лідирувала, але у підсумку зайняла третє лауреатське місце (вперше лауреат з Казахстану). У Казахстані її майстерність остаточно визнали — присвоїли звання Заслуженої артистки і виділили п'ятикімнатну квартиру.
У 2002 французькі імпресаріо, послухавши її перший компакт-диск «Coloratura arias», запропонували Майрі дворічний контракт (2003—2005) у паризькій «Гранд-Опера». Майра стала перша і досі єдиною солісткою «Гранд-Опера» з Казахстану. У Франції для зручності західних шанувальників її таланту вона взяла псевдонім Майра Керей (Maira Kerey), який походиь від назви роду її матері —Керей. За півроку вивчила розмовна французьку, а потім італійську і англійську.
Дебютувала в опері Джакомо Пуччіні «Богема». Співачка виконала партію Мюзети. Ця партія займає особливе місце в її творчості. Співачка сама називає її «роль № 1», так як саме з її виконання у 2003 році в Парижі, яке критики назвали зразковим, почалася оперна кар'єра Майри Керей у Франції.
У грудні 2015 року Майра була запрошена в «Астана Опера» як провідна солістка.

## Творче життя
Майра почала свою кар'єру на європейських сценах дебютом у Паризькій національній опері в ролі Мюзети в опері Пуччіні «Богема» з Роберто Аланья, а потім — в ролі Адіни в опері Доніцетті «Любовний напій» в Національній опері Лотарингії у Нансі, потім в операх Ренну, Кана і Бордо.
У 2003 році на запрошення Пласідо Домінґо Майра співала у Вашингтонській Національній опері (США) разом з легендарною Міреллою Френі в опері Чайковського «Орлеанська діва». У 2004 співала в Страсбурзі в Національній Рейнській опері в героїко-романтичній опері «Африканка» Джакомо Меєрбера. У 2006 році з трупою Національного оперного театру здійснила турне Францією з 30 постановками опери Доніцетті «Любовний напій».
Виступала в британському «Кадоган-холі» з Лондонським філармонічним оркестром у концерті, присвяченому 15-річчю незалежності Казахстану. У 2007 році дала сольний концерт в Пекіні на головній сцені Китаю — у палаці «Джон шан лі тан» на запрошення Міністерства культури КНР.

### Оперний і концертний репертуар
Оперний репертуар Майри Мухамедкизи: Мюзета в опері «Богема» Джакомо Пуччіні, Адіна в опері «Любовний напій» і Лючія в опері «Лючія ді Ламмермур» Гаетано Доніцетті, Агнес Сорель в опері «Орлеанська діва» П. І. Чайковського, Віолетта в опері «Травіата» і Джильда в опері «Ріголетто» Джузеппе Верді, Мікаелла в опері «Кармен» Ж. Бізе, Маргарита в «Фаусті» Ш. Гуно, Ганна в опереті «Весела вдова» Ф. Легара, Марфа в «Царевій нареченій» М. А. Римського-Корсакова), Ажар в опері «Абай» А. Жубанова, Сара в «Біржан і Сара» М. Тулебаєва, Жибек у «Киз Жибек» Є. Брусиловського, Айсулу в одноіменній опері С. Мухамеджанова.
Концертний репертуар — 9-та симфонія Бетховена, ораторія «Створення світу» Гайдна, «Ілія» Мендельсона, Exsultate, jubilate Моцарта, Stabat Mater Перголезі, «Маленька урочиста меса» Россіні, Bachianas Brasileiras №5 Вілла-Лобоса, пісні, романси.

### Дискографія
- 2001 — «Coloratura arias» — колоратурні арії з класичних творів, серед яких «Ромео і Джульєтта» Гуно, «Ріголетто» і «Травіата» Верді.
- 2007 — «Інжу Маржан» — з шістнадцяти наспівів, які увійшли в альбом, половина — народні мелодії казахів, які проживають в Китаї. Записаний в Алмати з Казахським державним академічним оркестром народних інструментів під управлінням диригента Толепбергена Абдрашева.

### Фільмографія
- 2003 — головна роль у фільмі казахського режисера Аміра Каракулова «Жилама», де фактично зіграла саму себе — оперну співачку, яка втратила голос.
- 2007 — роль у документальному фільмі режисера Алія Байгожина «Елім-ай» про оралманів — «поверненців» у Казахстан.

### Нагороди і премії
- 1988 — I премія на всекитайському конкурсі молодих оперних співаків «Золотий дракон» (Пекін, Китай).
- 1996 — спеціальний диплом за артистизм на I Міжнародному конкурсі молодих оперних співаків імені Римського-Корсакова (Санкт-Петербург, Росія).
- 1997 — I премія на I Міжнародному конкурсі імені Томаса Алкайде (Ештремош, Португалія).
- 1998 — III премія на Міжнародному конкурсі імені Чайковського та спеціальний диплом імені М. Я. Давидова (Москва, Росія).
- 1998 — Заслужена артистка Казахстану.
- 1999 — три дипломи у різних номінаціях та спеціальна премія на Міжнародному конкурсі оперних співаків імені Олени Образцової (Санкт-Петербург, Росія).
- 2000 — незалежна премія меценатів Казахстану «Тарлан» у номінації «Нове ім'я — надія».
- 2004 — лауреат національного фестивалю-конкурсу «Алтин Адам — Людина року в Казахстані 2004» (Зірка оперного мистецтва року).
- 2008 — удостоєна Державної премії Республіки Казахстан.
- 2015 — Державна стипендія в галузі культури Республіки Казахстан[5].

## Родина
Майра — етнічна казашка з Китаю. Її чоловік Аксан Асхатули також етнічний китайський казах. Він дворазовий чемпіон Азії з мотокросу і десятиразовий чемпіон Китаю з мотогонок. Зараз Аксан залишив спорт і є менеджером співачки. У подружжя є дочка — Аїда (нар. 02.02.2012).